# 병산항
병산항은 경상남도 고성군 삼산면 병산리에 있는 어항이다. 2002년 8월 6일 어촌정주어항으로 지정하여 관리하고 있다. 시설관리자는 고성군수이다.

## 어항 구역
- 수역: 병산 축제식 양식장에서 병산선착장 (물량장)동북쪽 해안 바위 돌출부를

연결한 선내수면
- 육역: 경남 고성군 삼산면 병산리 275-8번지 외2필지

## 어항 시설
- 호안 319m, 선착장 160m

## 주요 어종
- 굴, 멸치, 갯장어, 감성돔, 도다리, 갯가재, 물매기, 바지락 등